# 新ひだか町

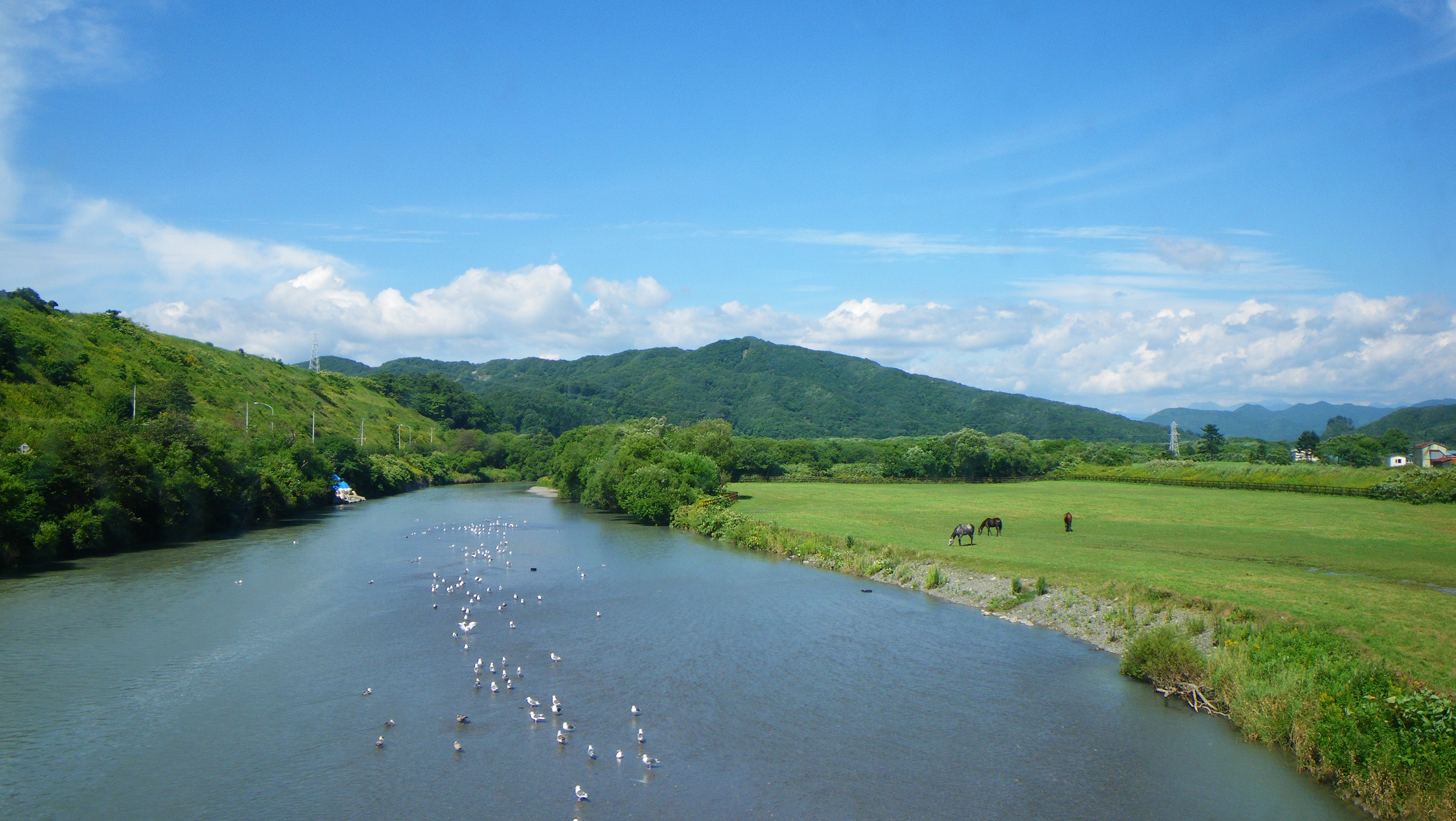
三石川。周辺にはサラブレッドの生産牧場が点在している。

新ひだか町（しんひだかちょう）は、北海道日高振興局管内にある日高郡の町。2006年、静内町と三石町が合併することによって誕生した。

## 地理
日高振興局沿岸中部に位置する。南西部は太平洋に面し、北東部の日高山脈に由来する山岳地帯は日高山脈襟裳十勝国立公園に指定されている。静内川の河口に市街地が広がる。
- 山：笹山 (806 m)、イドンナップ岳 (1752 m)、ナメワッカ岳 (1799 m)、カムイエクウチカウシ (1979 m)、ピラミッド峰 (1,853 m)、1839峰 (1842 m)、パンベツ山 (1337 m)、シビチャリ山 (1627 m)、ペテカリ岳 (1736 m)、中ノ岳 (1519 m)、ピセナイ山 (1028 m)、ペラリ山 (719 m)、春別岳 (1,855 m)、コイカクシュサツナイ岳 (1,721 m)、ヤオロマップ岳 (1,794 m)、ルベツネ山 (1,727 m)、ベッピリガイ山 (1,307 m)、セタウシ山 (859 m)、西川岳 (1,362 m)、新冠富士 (1,667 m)、レサッピ (921 m)、ソロアンナイ (931 m)、オロエナイ (977 m)、1823峰 (1,826 m)
- 河川：静内川、三石川、鳧舞川
- 湖沼：高見湖、静内調整池、双川調整池、東の沢調整池、春別調整池、三石ダム（すべて人造湖）

### 気候
| 静内（1991年 - 2020年）の気候      | 静内（1991年 - 2020年）の気候 | 静内（1991年 - 2020年）の気候 | 静内（1991年 - 2020年）の気候 | 静内（1991年 - 2020年）の気候 | 静内（1991年 - 2020年）の気候 | 静内（1991年 - 2020年）の気候 | 静内（1991年 - 2020年）の気候 | 静内（1991年 - 2020年）の気候 | 静内（1991年 - 2020年）の気候 | 静内（1991年 - 2020年）の気候 | 静内（1991年 - 2020年）の気候 | 静内（1991年 - 2020年）の気候 | 静内（1991年 - 2020年）の気候 |
| 月                                 | 1月                           | 2月                           | 3月                           | 4月                           | 5月                           | 6月                           | 7月                           | 8月                           | 9月                           | 10月                          | 11月                          | 12月                          | 年                            |
| ---------------------------------- | ----------------------------- | ----------------------------- | ----------------------------- | ----------------------------- | ----------------------------- | ----------------------------- | ----------------------------- | ----------------------------- | ----------------------------- | ----------------------------- | ----------------------------- | ----------------------------- | ----------------------------- |
| 最高気温記録 °C （°F）             | 10.4 (50.7)                   | 12.3 (54.1)                   | 15.9 (60.6)                   | 22.4 (72.3)                   | 24.8 (76.6)                   | 28.4 (83.1)                   | 31.7 (89.1)                   | 33.9 (93)                     | 29.5 (85.1)                   | 23.8 (74.8)                   | 20.3 (68.5)                   | 15.7 (60.3)                   | 33.9 (93)                     |
| 平均最高気温 °C （°F）             | 0.7 (33.3)                    | 1.2 (34.2)                    | 4.8 (40.6)                    | 9.9 (49.8)                    | 15.0 (59)                     | 18.3 (64.9)                   | 22.0 (71.6)                   | 24.0 (75.2)                   | 22.0 (71.6)                   | 16.3 (61.3)                   | 9.7 (49.5)                    | 3.1 (37.6)                    | 12.2 (54)                     |
| 日平均気温 °C （°F）               | −3.4 (25.9)                   | −2.9 (26.8)                   | 0.8 (33.4)                    | 5.7 (42.3)                    | 10.8 (51.4)                   | 14.7 (58.5)                   | 18.7 (65.7)                   | 20.7 (69.3)                   | 17.8 (64)                     | 11.6 (52.9)                   | 5.3 (41.5)                    | −0.8 (30.6)                   | 8.2 (46.8)                    |
| 平均最低気温 °C （°F）             | −7.8 (18)                     | −7.7 (18.1)                   | −3.3 (26.1)                   | 1.4 (34.5)                    | 6.6 (43.9)                    | 11.4 (52.5)                   | 16.1 (61)                     | 17.8 (64)                     | 13.7 (56.7)                   | 6.8 (44.2)                    | 0.9 (33.6)                    | −4.9 (23.2)                   | 4.3 (39.7)                    |
| 最低気温記録 °C （°F）             | −18.0 (−0.4)                  | −17.9 (−0.2)                  | −19.8 (−3.6)                  | −9.9 (14.2)                   | −1.9 (28.6)                   | 3.0 (37.4)                    | 8.1 (46.6)                    | 8.8 (47.8)                    | 3.5 (38.3)                    | −2.2 (28)                     | −9.5 (14.9)                   | −14.6 (5.7)                   | −19.8 (−3.6)                  |
| 降水量 mm （inch）                 | 31.6 (1.244)                  | 25.5 (1.004)                  | 46.4 (1.827)                  | 74.2 (2.921)                  | 114.9 (4.524)                 | 86.4 (3.402)                  | 131.6 (5.181)                 | 170.9 (6.728)                 | 131.4 (5.173)                 | 98.2 (3.866)                  | 80.6 (3.173)                  | 51.7 (2.035)                  | 1,043.3 (41.075)              |
| 降雪量 cm （inch）                 | 56 (22)                       | 54 (21.3)                     | 32 (12.6)                     | 8 (3.1)                       | 2 (0.8)                       | 0 (0)                         | 0 (0)                         | 0 (0)                         | 0 (0)                         | 0 (0)                         | 5 (2)                         | 31 (12.2)                     | 188 (74)                      |
| 平均降水日数 （≥1.0 mm）           | 6.6                           | 6.2                           | 7.4                           | 9.8                           | 10.2                          | 8.6                           | 10.4                          | 10.6                          | 10.1                          | 10.8                          | 11.7                          | 9.7                           | 112.0                         |
| 平均月間日照時間                   | 138.5                         | 156.2                         | 188.9                         | 190.1                         | 199.9                         | 163.0                         | 128.2                         | 144.7                         | 152.6                         | 156.0                         | 116.1                         | 113.7                         | 1,849.9                       |
| 出典1：Japan Meteorological Agency |                               |                               |                               |                               |                               |                               |                               |                               |                               |                               |                               |                               |                               |
| 出典2：気象庁                      |                               |                               |                               |                               |                               |                               |                               |                               |                               |                               |                               |                               |                               |

| 三石（1991年 - 2020年）の気候      | 三石（1991年 - 2020年）の気候 | 三石（1991年 - 2020年）の気候 | 三石（1991年 - 2020年）の気候 | 三石（1991年 - 2020年）の気候 | 三石（1991年 - 2020年）の気候 | 三石（1991年 - 2020年）の気候 | 三石（1991年 - 2020年）の気候 | 三石（1991年 - 2020年）の気候 | 三石（1991年 - 2020年）の気候 | 三石（1991年 - 2020年）の気候 | 三石（1991年 - 2020年）の気候 | 三石（1991年 - 2020年）の気候 | 三石（1991年 - 2020年）の気候 |
| 月                                 | 1月                           | 2月                           | 3月                           | 4月                           | 5月                           | 6月                           | 7月                           | 8月                           | 9月                           | 10月                          | 11月                          | 12月                          | 年                            |
| ---------------------------------- | ----------------------------- | ----------------------------- | ----------------------------- | ----------------------------- | ----------------------------- | ----------------------------- | ----------------------------- | ----------------------------- | ----------------------------- | ----------------------------- | ----------------------------- | ----------------------------- | ----------------------------- |
| 最高気温記録 °C （°F）             | 10.7 (51.3)                   | 12.0 (53.6)                   | 17.3 (63.1)                   | 23.5 (74.3)                   | 25.8 (78.4)                   | 28.4 (83.1)                   | 32.1 (89.8)                   | 33.4 (92.1)                   | 31.2 (88.2)                   | 24.6 (76.3)                   | 20.6 (69.1)                   | 14.3 (57.7)                   | 33.4 (92.1)                   |
| 平均最高気温 °C （°F）             | 0.4 (32.7)                    | 0.8 (33.4)                    | 4.5 (40.1)                    | 10.3 (50.5)                   | 15.4 (59.7)                   | 18.8 (65.8)                   | 22.4 (72.3)                   | 24.3 (75.7)                   | 22.0 (71.6)                   | 16.3 (61.3)                   | 9.5 (49.1)                    | 2.9 (37.2)                    | 12.3 (54.1)                   |
| 日平均気温 °C （°F）               | −4.6 (23.7)                   | −4.2 (24.4)                   | −0.2 (31.6)                   | 4.7 (40.5)                    | 10.0 (50)                     | 14.2 (57.6)                   | 18.4 (65.1)                   | 20.0 (68)                     | 16.6 (61.9)                   | 10.1 (50.2)                   | 4.2 (39.6)                    | −1.8 (28.8)                   | 7.3 (45.1)                    |
| 平均最低気温 °C （°F）             | −11.3 (11.7)                  | −11.2 (11.8)                  | −6.1 (21)                     | −1.8 (28.8)                   | 3.7 (38.7)                    | 9.4 (48.9)                    | 14.8 (58.6)                   | 16.0 (60.8)                   | 11.0 (51.8)                   | 3.5 (38.3)                    | −1.7 (28.9)                   | −7.5 (18.5)                   | 1.6 (34.9)                    |
| 最低気温記録 °C （°F）             | −24.1 (−11.4)                 | −25.9 (−14.6)                 | −23.6 (−10.5)                 | −11.6 (11.1)                  | −5.9 (21.4)                   | −0.4 (31.3)                   | 5.4 (41.7)                    | 5.0 (41)                      | −0.8 (30.6)                   | −5.7 (21.7)                   | −12.5 (9.5)                   | −20.8 (−5.4)                  | −25.9 (−14.6)                 |
| 降水量 mm （inch）                 | 38.4 (1.512)                  | 35.7 (1.406)                  | 62.7 (2.469)                  | 98.7 (3.886)                  | 146.3 (5.76)                  | 105.5 (4.154)                 | 158.7 (6.248)                 | 182.4 (7.181)                 | 152.3 (5.996)                 | 127.2 (5.008)                 | 94.2 (3.709)                  | 59.6 (2.346)                  | 1,258.4 (49.543)              |
| 平均降水日数 （≥1.0 mm）           | 7.4                           | 7.2                           | 8.1                           | 10.8                          | 11.0                          | 9.0                           | 11.3                          | 11.5                          | 11.3                          | 11.9                          | 12.6                          | 11.1                          | 123.3                         |
| 平均月間日照時間                   | 145.6                         | 155.3                         | 185.5                         | 188.6                         | 193.8                         | 161.9                         | 126.9                         | 143.9                         | 165.7                         | 171.6                         | 126.3                         | 120.9                         | 1,886.7                       |
| 出典1：Japan Meteorological Agency |                               |                               |                               |                               |                               |                               |                               |                               |                               |                               |                               |                               |                               |
| 出典2：気象庁                      |                               |                               |                               |                               |                               |                               |                               |                               |                               |                               |                               |                               |                               |

### 隣接している自治体
- 日高振興局
  - 新冠郡：新冠町
  - 浦河郡：浦河町
- 十勝総合振興局
  - 広尾郡：大樹町
  - 河西郡：中札内村

### 人口
| |                                            |  |
| 新ひだか町と全国の年齢別人口分布（2005年） | 新ひだか町の年齢・男女別人口分布（2005年） |  |
| ■紫色 ― 新ひだか町 ■緑色 ― 日本全国 | ■青色 ― 男性 ■赤色 ― 女性                  |  |
| 新ひだか町（に相当する地域）の人口の推移 \| 1970年（昭和45年） \| 33,241人 \| \| \| 1975年（昭和50年） \| 32,257人 \| \| \| 1980年（昭和55年） \| 33,190人 \| \| \| 1985年（昭和60年） \| 32,610人 \| \| \| 1990年（平成2年） \| 30,262人 \| \| \| 1995年（平成7年） \| 29,337人 \| \| \| 2000年（平成12年） \| 28,438人 \| \| \| 2005年（平成17年） \| 27,265人 \| \| \| 2010年（平成22年） \| 25,420人 \| \| \| 2015年（平成27年） \| 23,231人 \| \| \| 2020年（令和2年） \| 21,517人 \| \| |                                            |  |
| 総務省統計局 国勢調査より |                                            |  |
| 1970年（昭和45年） | 33,241人                                   |  |
| 1975年（昭和50年） | 32,257人                                   |  |
| 1980年（昭和55年） | 33,190人                                   |  |
| 1985年（昭和60年） | 32,610人                                   |  |
| 1990年（平成2年） | 30,262人                                   |  |
| 1995年（平成7年） | 29,337人                                   |  |
| 2000年（平成12年） | 28,438人                                   |  |
| 2005年（平成17年） | 27,265人                                   |  |
| 2010年（平成22年） | 25,420人                                   |  |
| 2015年（平成27年） | 23,231人                                   |  |
| 2020年（令和2年） | 21,517人                                   |  |

### 消滅集落
2015年国勢調査によれば、以下の集落は調査時点で人口0人の消滅集落となっている。
- 新ひだか町 - 字美河、字高見

## 沿革
- 1916年（大正5年）二十間道路桜並木の整備。
- 2006年（平成18年）3月31日 静内郡静内町と三石郡三石町の廃置分合（合体）にて設置される。同時に、静内郡及び三石郡が消滅。

### 合併に至った経緯
2町は当初、新冠町を含む3町合併で市への移行を目指して協議し、新市名を「ひだか市」に決めていたが、合併後に初年度より財政赤字を計上する試算が出たことから、新冠町が3町それぞれで行政改革を断行するために合併期日の延期を申入れたことで、合併協議は休止となった。静内・三石両町での合併を目指して新たに法定合併協議会を設けて協議し、合併協定調印に漕ぎ着けた。

### 廃置分合の経緯
- 2002年（平成14年）4月12日 新冠町と3町で研究会「日高中部合併調査研究会」設置
- 2003年（平成15年）
  - 1月23日 新冠町と3町で任意協議会「日高中部合併問題検討協議会」設置
  - 2月26日 合併重点支援地域に指定される。
  - 11月1日 新冠町と3町で法定協議会「日高中部合併協議会」設置
- 2004年（平成16年）
  - 11月4日 新冠町が合併期日の3年間程度の延期を2町に申入れ
  - 12月7日 「日高中部合併協議会」を休止
  - 12月29日 2町で任意協議会「静内町・三石町合併検討協議会」設置
- 2005年（平成17年）
  - 1月12日 法定協議会設置
  - 3月20日 合併に関する住民投票の結果
静内町：「賛成 (69.5%)」「反対 (30.5%)」
三石町：「賛成 (55.8%)」「反対 (44.2%)」
新町名候補7点：新ひだか、美駒、まきば、天見（あまみ）、拓北、弥生、大平（たいへい）
新町名最終候補3点：新ひだか、美駒（みこま）、まきば
新町名：新ひだか町（しんひだかちょう）
所属郡：日高郡（ひだかぐん）を新設
新町役場：現・静内町役場
  - 3月22日 合併協定調印式
  - 3月25日 合併関連議案を2町が可決
  - 3月29日 北海道知事に廃置分合申請書を提出。
  - 4月6日 新冠町が合併重点支援地域を解除される。
  - 7月1日 合併関連議案を北海道議会が可決
  - 7月8日 北海道知事が廃置分合を決定し、2町に廃置分合決定書を交付する。同日付で総務大臣に届け出。
  - 8月19日 総務大臣告示
  - 12月31日 法定協議会「日高中部合併協議会」を解散

## 行政
- 町長：大野克之（元道職員）

## 姉妹都市・提携都市

### 国内
- 姉妹都市
  - 兵庫県 洲本市
  - 兵庫県 南淡町（現・南あわじ市）
  - 徳島県 美馬市
- 友好都市
  - 岩手県葛巻町
  - 新潟県能生町（現・糸魚川市）
  - 福井県大野市

### 海外
- 姉妹都市
  -  レキシントン市（アメリカ合衆国、ケンタッキー州）

## 経済

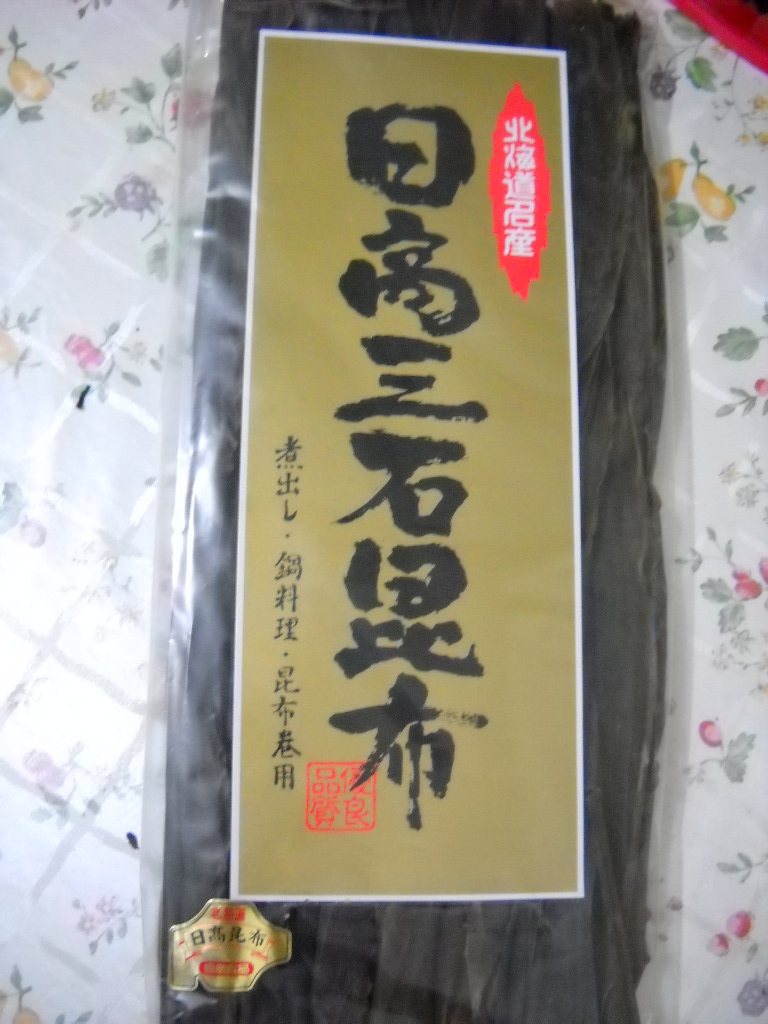
日高三石昆布

基幹産業は酪農漁業（コンブ）。その他に競走馬の育成・生産、漁業、林業、稲作、畑作、畜産。

### 立地企業
地元企業については、新ひだか町商工会事業所ページも参照。
- 北海道電力静内水力センター - 日高電源一貫開発計画により新冠町及び新ひだか町に建設された水力発電所の管理を行う。
  - 高見発電所
  - 静内ダム・静内発電所
  - 双川ダム・双川発電所
  - 東の沢ダム・東の沢発電所
  - 春別ダム・春別発電所
- シズナイロゴス静内営業所[注釈 1]
- エクリプス日高

### 商工会
- 新ひだか町商工会（静内本所・三石支所）

### 農協・漁協
- しずない農業協同組合（JAしずない）...信用事業なし
- みついし農業協同組合（JAみついし）
- ひだか漁業協同組合
- 北海道農業共済組合（NOSAI北海道）日高支所・家畜高度医療センター

### 金融機関
- 北洋銀行静内支店
- 日高信用金庫静内支店・三石支店
- 北央信用組合静内支店
- 北海道労働金庫静内支店
- 北海道信用農業協同組合連合会しずない代理店
- みついし農業協同組合本所

### 郵便局
- 静内郵便局（集配局）
- 三石郵便局（集配局）
- 本桐郵便局（集配局）
- 御園郵便局
- 東静内郵便局
- 歌笛郵便局

### 宅配便
- ヤマト運輸：千歳主管支店静内センター
- 佐川急便：静内営業所

## 官公署
- 法務省
  - 札幌法務局 日高支局
  - 静内区検察庁
- 農林水産省
  - 日高南部森林管理署
- 厚生労働省
  - 浦河公共職業安定所静内分室（ハローワーク静内）
- 環境省
  - 新ひだか自然保護官事務所
- 防衛省
  - 陸上自衛隊静内駐屯地
  - 自衛隊札幌地方協力本部 静内地域事務所

## 独立行政法人
- 水産研究・教育機構
  - 北海道区水産研究所 静内さけます事業所
- 家畜改良センター
  - 新冠牧場

## 公共機関

### 警察
- 静内警察署

## 教育
高等学校
- 北海道静内高等学校
- 北海道静内農業高等学校

特別支援学校
- 北海道平取養護学校静内ペテカリの園分校　※2001年（平成13年）に静内高等学校のグラウンド内にあったプール施設を埋め立て、新校舎を建設。2003年（平成15年）から現在の場所となる。

中学校
- 静内、静内第三、三石

小学校
- 高静、静内、桜丘、三石

大学（研究施設）
- 北海道大学北方生物圏フィールド科学センター耕地圏ステーション静内研究牧場[6]

## 住宅団地
- 道営住宅さくら団地

## 交通

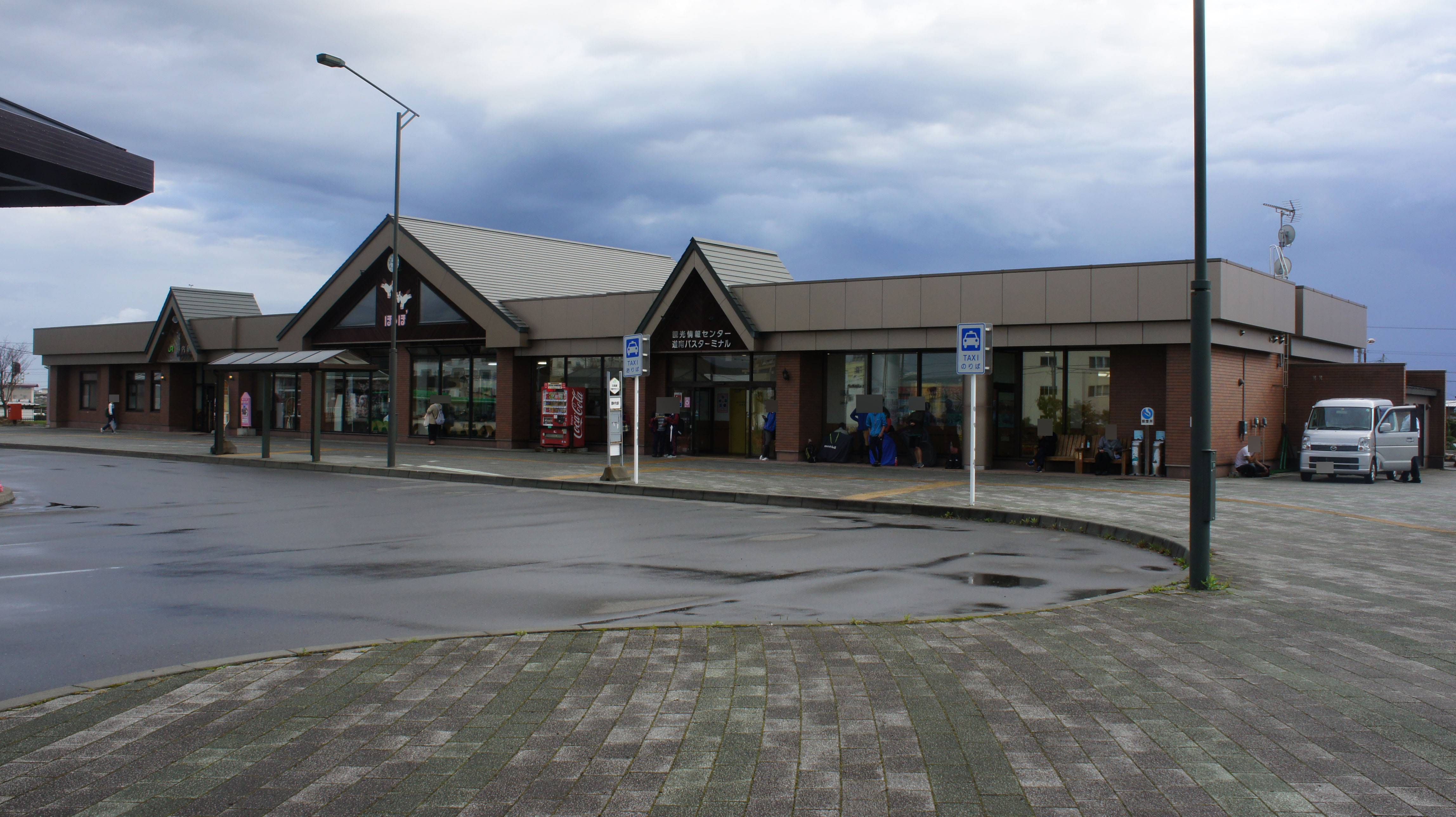
静内駅

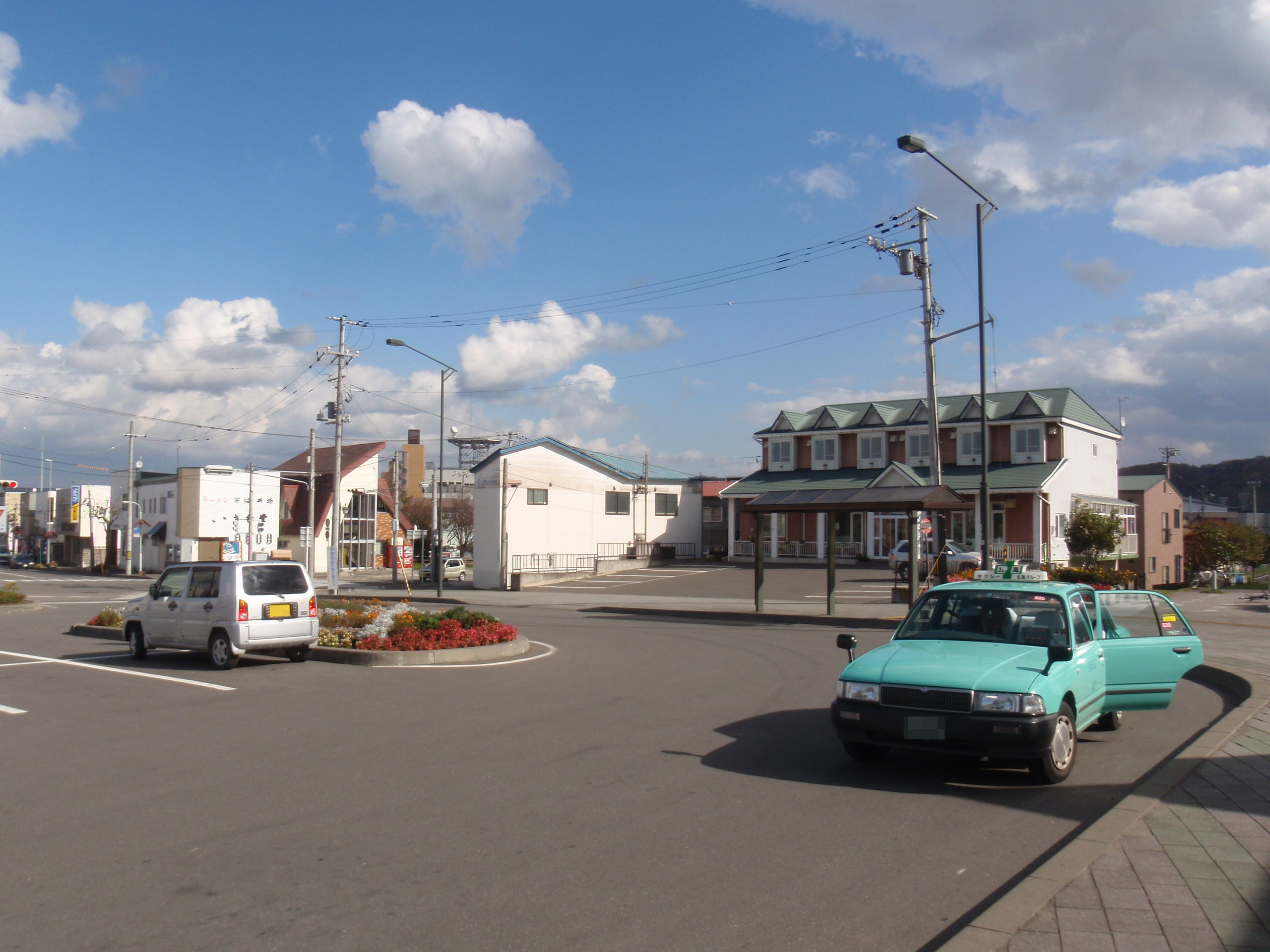
静内駅前

### 鉄道
- 町内に鉄道路線は通っていない。
  - 2021年（令和3年）3月31日までは、北海道旅客鉄道（JR北海道）の日高本線（静内駅 - 東静内駅 - 春立駅 - 日高東別駅 - 日高三石駅 - 蓬栄駅 - 本桐駅）が営業していた[7][8]。

### バス
2021年（令和3年）4月1日のJR日高本線鵡川駅以南廃止に伴い、運行系統調整等が行われた。
- 道南バス（静内営業所を設置）
  - 町内路線
  - 浦河町方面
  - 富川・鵡川・苫小牧市方面
  - 富川・平取町方面
  - 札幌市方面「高速ペガサス号」

- ジェイ・アール北海道バス - 日勝線を参照。
  - 浦河町・様似町・えりも町方面
  - 札幌市方面「高速えりも号」
  - 苫小牧市方面「特急とまも号」

### タクシー
- 北海交通（北海ハイヤー）静内支店
- 三石ハイヤー

### 道路
- 高速道路
  - 日高自動車道 : ←苫小牧東JCT方面 静内IC - 東静内IC - (計画中) →浦河方面　※町内区間は未開通
- 一般国道
  - 国道235号
- 都道府県道
  - 北海道道71号平取静内線
  - 北海道道111号静内中札内線（日高横断道路）
  - 北海道道234号美河三石停車場線
  - 北海道道534号富沢日高三石停車場線
  - 北海道道637号西川東静内停車場線
  - 北海道道746号高見西舎線
  - 北海道道796号西端春立線
  - 北海道道992号静内停車場線
  - 北海道道1025号静内浦河線

- 道の駅
  - みついし

## 名所・旧跡・観光スポット・祭事・特産品

### 文化財

#### 重要無形民俗文化財
- アイヌ古式舞踊 - 静内民族文化保存会・三石民族文化保存会

#### 史跡
- シベチャリ川流域チャシ跡群及びアッペツチャシ跡

#### 道指定
- 静内御殿山墳墓群出土の遺物 - 道指定有形文化財、新ひだか町静内郷土館蔵
- 静内御殿山墳墓群 - 道指定史跡

#### 新ひだか町指定文化財
- エゾオオカミ（頭蓋骨） - 新ひだか町アイヌ民俗資料館蔵
- 静内中野式土器 - 新ひだか町静内郷土館蔵
- 歌笛越前踊り - 歌笛越前踊り保存会
- 淡路豊年桝踊り - 延出郷土芸能保存会
- 蓬莱山

### 観光
外部リンクの 新ひだか観光協会も参照。
- 競走馬のふるさと日高案内所
- 二十間道路桜並木（日本の道100選、北海道遺産、新・日本街路樹100景〈読売新聞社〉[10]、日本さくら名所100選）
- 静内温泉
- 三石温泉
- みついし海浜公園
- 静澄山龍徳寺（北海道三十三観音霊場29番札所）
- 三石山円昌寺（北海道三十三観音霊場31番札所）
- 高見ダム（北海道最大のダム）

### 祭事
- しずない桜まつり
- みついし蓬莱山まつり
- 新ひだか夏まつり
- ウインターデ・ライト（新ひだか町商工会青年部]）

### 特産品
外部リンクの「新ひだか観光協会」や「みついしどっとこむ」も参照。
- ヒダカコンブ（ミツイシコンブ）
- ホエー豚
- 太陽の瞳（ミニトマト）
- 三石羊羹
- 三石こんぶ焼酎
- 三石昆布もなか
- こぶ黒（日高昆布を食べて育った和牛）
- みついし牛
- 万馬券（しずない産米）
- トキノミノル（みついし産米）

## 舞台にした作品

### 映画
- トラック野郎・望郷一番星（1976年） 東映
- 北の零年 監督：行定勲 出演：吉永小百合（2005年）

### 漫画
- じゃじゃ馬グルーミン★UP! 原作：ゆうきまさみ 掲載雑誌：週刊少年サンデー
連載年：1994年 - 2000年 単行本数：26巻（通常版）、14巻（文庫版）

### ドキュメンタリー
- 新日本風土記「北海道 日高」（2022年11月04日、NHK-BSP）[11]

## 著名な出身者
- 明海陽子 - 元宝塚少女歌劇団女優、宝塚歌劇団22期生
- 麻見雅 - 漫画家
- 阿部卓馬 - シンガーソングライター
- 植村侑史 - お笑い芸人
- 大野克之 - 新ひだか町長
- 岡田史子 - 漫画家
- 河原亜依 - アイドル
- 葛野辰次郎 - アイヌ文化伝承者
- 小池聰行 - 実業家、オリコン・エンタテインメント株式会社創業者
- 嶋田功 - 元日本中央競馬会の騎手・調教師
- 嶋田潤 - 元日本中央競馬会の騎手・調教師
- 下川みくに - 歌手、北海道新ひだか町ふるさと大使
- シャクシャイン - アイヌの首長
- 大道寺小三郎 - 元みちのく銀行会長
- 田中勝春 - 元日本中央競馬会の騎手、現調教師
- 橋本輝雄 - 元中山競馬倶楽部・日本競馬会・国営競馬・日本中央競馬会騎手、元調教師
- 日浦市郎 - 将棋棋士
- 陸奥北海勝昭 - 元大相撲力士
- 矢野幸夫 - 元日本競馬会・国営競馬騎手、元調教師

## 生産馬
町内には牧場が多数所在しており、カツラギエース、トウショウボーイ、オグリキャップ、ウイニングチケット、ロードカナロア、ダノンプレミアムなど多くの競走馬を生産している。